# دونالد فينكل
دونالد فينكل (بالإنجليزية: Donald Finkel)‏ هو شاعر أمريكي، ولد في 21 أكتوبر 1929 في نيويورك في الولايات المتحدة، وتوفي في 15 نوفمبر 2008 في سانت لويس في الولايات المتحدة بسبب مرض آلزهايمر.